# ژوآو ماریو
ژوآئو ماریو (انگلیسی: João Mário؛ زادهٔ ۱۹ ژانویهٔ ۱۹۹۳) یک بازیکن فوتبال اهل پرتغال است.که در باشگاه فوتبال بشیکتاش بازی می‌کند.
از باشگاه‌هایی که در آن بازی کرده‌است می‌توان به ویتوریا ستوبال و اسپورتینگ لیسبون و اینتر میلان اشاره کرد.

## گل های ملی
| تعداد گل | تاریخ          | میزبان       | حریف          | نتیجه | رقابت   |
| -------- | -------------- | ------------ | ------------- | ----- | ------- |
| ۱        | ۱۰ نوامبر ۲۰۱۷ | پرتغال ویسئو | عربستان سعودی | ۳–۰*  | دوستانه |
| ۲        | ۲۸ مه ۲۰۱۸     | پرتغال برگا  | تونس          | ۲–۲   | دوستانه |

## افتخارات
اسپورتینگ
- لیگ برتر فوتبال پرتغال: ۲۱–۲۰۲۰[۱]
- جام حذفی فوتبال پرتغال: ۲۰۱۴–۱۵[۲]
- جام لیگ: ۲۰۲۰–۲۱[۳]
- سوپر جام فوتبال پرتغال: ۲۰۱۵[۲]

بنفیکا
- لیگ برتر پرتغال: ۲۰۲۲–۲۳[۴]
- Supertaça Cândido de Oliveira: ۲۰۲۳[۵]

پرتغال
- جام ملت‌های اروپا: ۲۰۱۶
- جام ملت‌های اروپا زیر ۲۱ سال نایب قهرمان: ۲۰۱۵

فردی
- عضو تیم سال لیگ برتر پرتغال: ۲۰۲۲–۲۳[۶]
- Primeira Liga Midfielder/Player of the Month: December 2022/January 2023[۷][۸]
- UEFA European Under-17 Championship Team of the Tournament: 2010[۹]

نشان‌ها
- Commander of the Order of Merit[۱۰]